# Viktor Borisovič Christenko
Viktor Borisovič Christenko (in russo Ви́ктор Бори́сович Христе́нко?; Čeljabinsk, 28 agosto 1957) è un politico russo è stato presidente del consiglio di amministrazione della Commissione economica eurasiatica dal 1º febbraio 2012 al 1º febbraio 2016, primo vice primo ministro della Russia dal 31 maggio 1999 al 10 gennaio 2000 e ministro dell'Industria dal 9 marzo 2004 al 31 gennaio 2012.

## Biografia
Khristenko è nato a Chelyabinsk il 28 agosto 1957 e si è laureato nel 1979 presso l'Istituto di ingegneria meccanica di Chelyabinsk con una specializzazione in gestione delle costruzioni ed economia. Nel 1983 ha conseguito il titolo di "Candidato in Scienze Gestionali" presso l'Istituto di Management di Mosca. Khristenko ha riconosciuto l'influenza di Georgy Shchedrovitsky nel suo approccio alla gestione. Ha contribuito con tre capitoli alla Methodological School of Management, un libro basato sul lavoro del "Circolo Metodologico di Mosca" di Shchedrovitsky e dei suoi successori.

### Incarichi ministeriali nella presidenza Eltsin
Nel 1998 Viktor Khristenko è stato nominato vice primo ministro per l'economia e le finanze nel gabinetto di Sergei Kiriyenko. Descritto come un "riformista poco conosciuto", la sua nomina ha attirato l'attenzione in quanto è stata vista come un segno verso la riforma economica sotto la presidenza Eltsin. Tuttavia, non sopravvisse al rimpasto di governo sotto il successivo primo ministro Primakov. Dal 1999 fino all'inizio del 2000, tuttavia, è stato nominato nel primo gabinetto di Vladimir Putin in qualità di primo vice primo ministro.

### Incarichi ministeriali durante la presidenza Putin

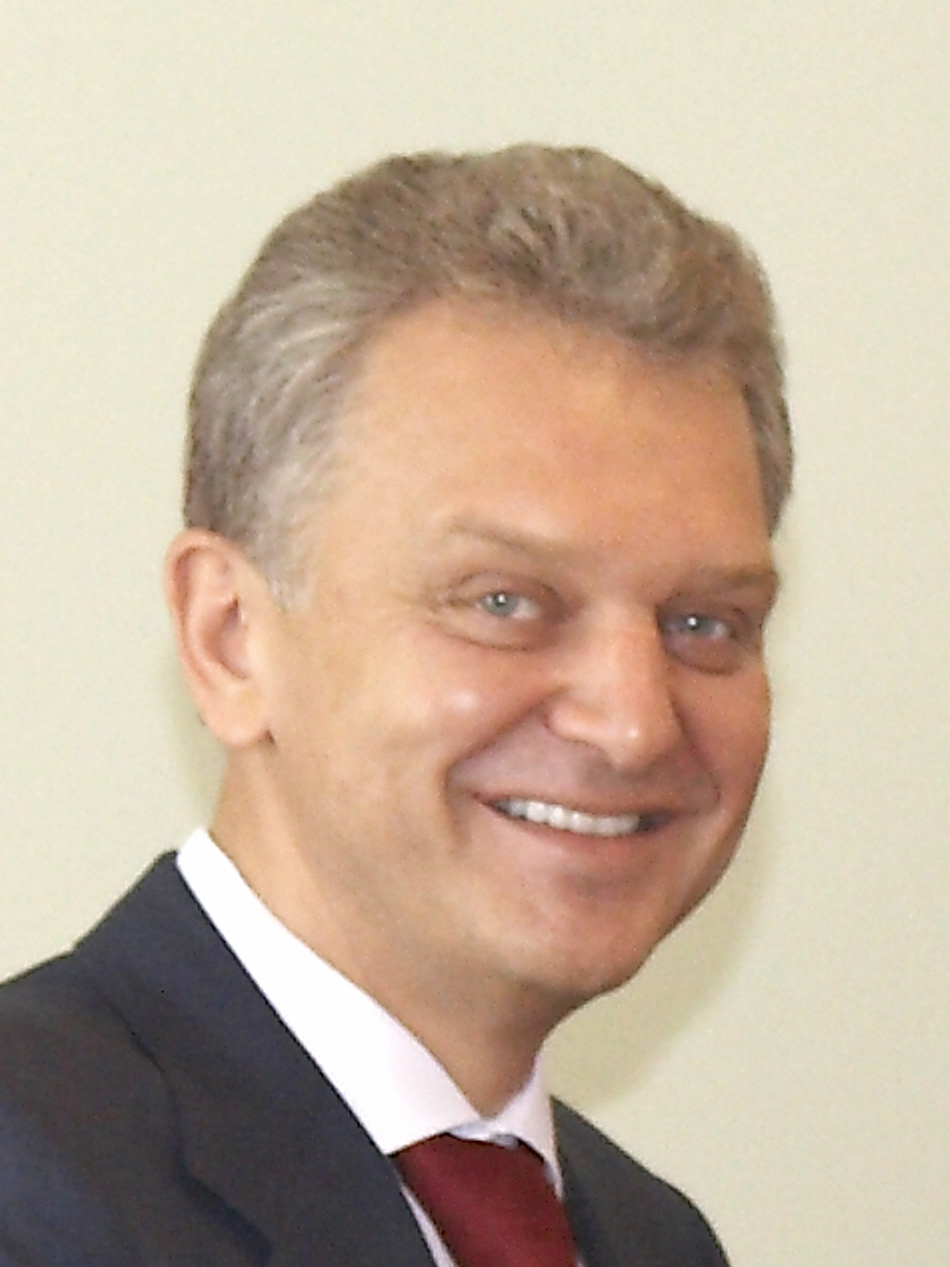
Khristenko nel 2007

Nel febbraio 2004, Khristenko è stato per un breve periodo primo ministro ad interim della Russia, quando il presidente Vladimir Putin ha licenziato il primo ministro Mikhail Kasyanov il 24 febbraio 2004.
Khristenko è stato descritto come un "tecnocrate ampiamente riformista", che ha mostrato "lealtà mista a estrema cautela", a differenza del primo ministro uscente che aveva "apertamente dissentito con Putin diverse volte", criticando le indagini penali sui proprietari di Yukos. Il Washington Post definì Kasyanov "il più potente alleato delle grandi imprese rimasto nel governo russo". Khristenko, all'epoca 46enne, è stato promosso da vice primo ministro a primo ministro ad interim. Putin ha commentato che l'allontanamento di Kasyanov non era legato ai risultati delle attività del governo, che ha definito positivi, ma piuttosto dalla necessità di confermare ancora una volta la sua posizione, che avrebbe guidato lo sviluppo del paese dopo il 14 marzo 2004.
Due settimane prima delle elezioni presidenziali del 2004, Putin nominò Mikhail Fradkov come prossimo primo ministro, quattro giorni dopo per essere confermato dalla Duma di Stato. Il 9 marzo 2004 Kristenko è stato nominato Ministro dell'Industria e del Commercio, carica che ha ricoperto fino al 31 gennaio 2012.

### Presidente della Commissione Economica Eurasiatica
Khristenko è diventato il primo presidente della Commissione economica eurasiatica, che ha iniziato le operazioni nel febbraio 2012. Si è dimesso il 1º febbraio 2016.

## Vita privata
Si è sposato due volte. La seconda nel 2003 con la politica Tat'jana Golikova. Christenko ha tre figli: Julia, Vladimir, Angelina.